# Bates County
Das Bates County ist ein County im US-amerikanischen Bundesstaat Missouri. Im Jahr 2020 hatte das County 16.042 Einwohner und eine Bevölkerungsdichte von 7,3 Einwohnern pro Quadratkilometer. Der Verwaltungssitz (County Seat) ist Butler.
Das Bates County ist Bestandteil der Metropolregion Kansas City.

## Geografie
Das County liegt im äußersten Westen von Missouri und grenzt an Kansas. Es hat eine Fläche von 2205 Quadratkilometern, wovon acht Quadratkilometer Wasserfläche sind. An das Bates County grenzen folgende Nachbarcountys:
| Miami County (Kansas) | Cass County   | Henry County     |
| Linn County (Kansas)  |               |                  |
|                       | Vernon County | St. Clair County |

## Geschichte

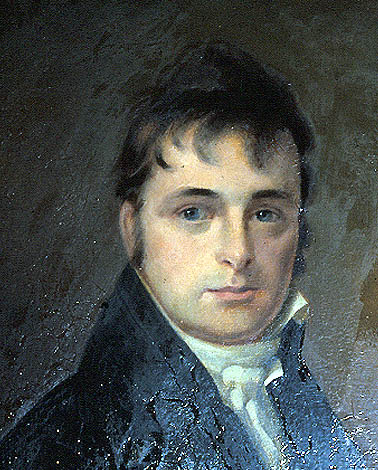
F. Bates

Das Bates County wurde am 29. Januar 1841 aus Teilen des Cass Countys und des Jackson Countys gebildet. Benannt wurde es nach Frederick Bates (1777–1825), dem zweiten Gouverneur von Missouri (1824–1825).

## Demografische Daten
Nach der Volkszählung im Jahr 2010 lebten im Bates County 17.049 Menschen in 6.355 Haushalten. Die Bevölkerungsdichte betrug 7,6 Einwohner pro Quadratkilometer. In den 6.355 Haushalten lebten statistisch je 2,61 Personen.
Ethnisch betrachtet setzte sich die Bevölkerung zusammen aus 96,6 Prozent Weißen, 0,9 Prozent Afroamerikanern, 0,6 Prozent amerikanischen Ureinwohnern, 0,2 Prozent Asiaten sowie aus anderen ethnischen Gruppen; 1,4 Prozent stammten von zwei oder mehr Ethnien ab. Unabhängig von der ethnischen Zugehörigkeit waren 1,6 Prozent der Bevölkerung spanischer oder lateinamerikanischer Abstammung.
25,0 Prozent der Bevölkerung waren unter 18 Jahre alt, 57,3 Prozent waren zwischen 18 und 64 und 17,7 Prozent waren 65 Jahre oder älter. 50,7 Prozent der Bevölkerung war weiblich.
Das jährliche Durchschnittseinkommen eines Haushalts lag bei 38.926 USD. Das Prokopfeinkommen betrug 18.774 USD. 15,7 Prozent der Einwohner lebten unterhalb der Armutsgrenze.

## Ortschaften im Bates County
Citys
- Adrian
- Amoret
- Amsterdam
- Butler
- Drexel1
- Hume
- Rich Hill
- Rockville

Villages
- Foster
- Merwin
- Passaic

1 – teilweise im Cass County

## Gliederung
Das Bates County ist in 24 Townships eingeteilt:
| Township             | Einwohner (2010) | FIPS     |
| -------------------- | ---------------- | -------- |
| Charlotte Township   | 357              | 29-13384 |
| Deepwater Township   | 307              | 29-18712 |
| Deer Creek Township  | 2349             | 29-18766 |
| East Boone Township  | 538              | 29-20800 |
| Elkhart Township     | 299              | 29-21664 |
| Grand River Township | 312              | 29-28234 |
| Homer Township       | 447              | 29-32788 |
| Howard Township      | 554              | 29-33310 |
| Hudson Township      | 252              | 29-33562 |
| Lone Oak Township    | 281              | 29-43796 |
| Mingo Township       | 237              | 29-48746 |
| Mound Township       | 841              | 29-50294 |

| Township                | Einwohner (2010) | FIPS     |
| ----------------------- | ---------------- | -------- |
| Mount Pleasant Township | 5079             | 29-50546 |
| New Home Township       | 245              | 29-51950 |
| Osage Township          | 1795             | 29-55028 |
| Pleasant Gap Township   | 232              | 29-58340 |
| Prairie Township        | 137              | 29-59492 |
| Rockville Township      | 260              | 29-62804 |
| Shawnee Township        | 271              | 29-67052 |
| Spruce Township         | 330              | 29-70198 |
| Summit Township         | 312              | 29-71530 |
| Walnut Township         | 394              | 29-76804 |
| West Boone Township     | 715              | 29-78604 |
| West Point Township     | 505              | 29-78946 |